# Skopicha
Skopicha (ros. Скопиха) – wieś (ros. деревня, trb. dieriewnia) w zachodniej Rosji, w osiedlu wiejskim Polistowskoje rejonu bieżanickiego w obwodzie pskowskim.

## Geografia
Miejscowość położona jest 4,5 km od centrum administracyjnego osiedla wiejskiego (Krasnyj Łucz), 11,5 km od centrum administracyjnego rejonu (Bieżanice), 135 km od stolicy obwodu (Psków).

## Demografia
W 2020 r. miejscowość zamieszkiwało 6 osób.